# Cervatos de la Cueza
Cervatos de la Cueza és un municipi de la província de Palència a la comunitat autònoma de Castella i Lleó (Espanya).

## Demografia
| 1991 | 1996 | 2001 | 2004 |
| ---- | ---- | ---- | ---- |
| 431  | 418  | 365  | 340  |

## Personalitats
- Isaac Viciosa, atleta.
- Juan de San Martín y Gómez, pare de José de San Martín, alliberador argentí.